# Копоній

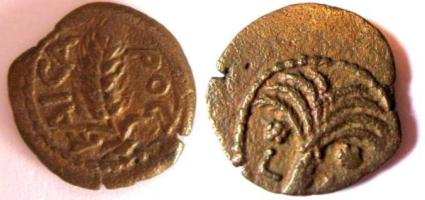
Монети Копонія

Копоній (лат. Coponius) — перший префект римської провінції Юдеї в період з 6 року до н. е. до 9 року. Як і всі префекти був із стану вершників і «мав право життя і смерті». Під час його правління відбулося повстання
Юди Галілеянина, приводом до якого послужив проведений римським намісником провінції Сирії — Квірінієм за наказом Октавіана перепис населення заради збору податків.
Під час правління Копонія сталося також подія засвідчена Флавієм: "У свято Пасхи, коли двері Храму були відкриті, опівночі, сталося, що кілька самаритян увійшли в перші двері і розсипали людські кістки уздовж колонади святилища. Незабаром після цього Копоній був відкликаний в Рим і заміщений Марком Амбібулом ". Можливо, що завдяки саме з цієї нагоди одні з дверей Єрусалимського храму часів Ірода Великого називався «дверима Копонія».